# تانگا سمنت
تانگا سمنت (انگلیسی: Tanga Cement) شرکت مصالح ساختمانی تانزانیایی است، که در سال ۱۹۷۰ تأسیس شد.